# Kastanjefliköga
Kastanjefliköga (Dyaphorophyia castanea) är en fågel i familjen flikögon inom ordningen tättingar.

## Utbredning och systematik
Fågeln förekommer från Benin och sydvästra Nigeria österut till sydöstra Sudan, västra Kenya och nordvästra Tanzania och söderut till nordvästra Angola, Demokratiska republiken Kongo och nordöstra Zambia. Den behandlas som monotypisk, det vill säga att den inte delas in i några underarter.

## Status
Naturvårdsunionen IUCN placerar den i hotkategorin livskraftig.